# The Killer Inside Me (2010)
The Killer Inside Me (bra: O Assassino em Mim) é um filme sueco-britano-canado-estadunidense de 2010, dos gêneros drama, policial e suspense, dirigido por Michael Winterbottom, baseado no romance homônimo de Jim Thompson. No lançamento o filme foi criticado por sua representação gráfica da violência direcionada para as mulheres.

## Sinopse
Após se encontrar com uma prostituta, um homem da lei do Texas tem suas tendências homicidas trazidas à tona.

## Elenco
- Casey Affleck ... Lou Ford
- Jessica Alba ... Joyce Lakeland
- Kate Hudson ... Amy Stanton
- Ned Beatty ... Chester Conway
- Tom Bower ... xerife Bob Maples
- Elias Koteas ... Joe Rothman
- Simon Baker ... Howard Hendricks
- Bill Pullman ... Billy Boy Walker
- Brent Briscoe ... Bum / o estrangeiro / o visitante
- Matthew Maher ... Jeff Plummer
- Liam Aiken ... Johnnie Pappas
- Jay R. Ferguson ... Elmer Conway
- Caitlin Turner ... Helene

## Recepção
No site agregador de críticas Rotten Tomatoes, 56% das 129 avaliações dos críticos são positivas. O consenso do site afirma: "é elegante e lindamente filmado, mas a distância de Michael Winterbottom de seus personagens rouba este filme muitas vezes brutalmente violento de um contexto emocional crucial" O Metacritic, que usa uma média ponderada, atribuiu ao filme uma pontuação de 53 em 100, baseado em 33 críticos, indicando críticas "mistas ou médias".
Winterbottom, participando da estreia mundial do filme no Festival de Cinema de Sundance , recebeu uma crítica de um membro do público antes que os créditos terminassem: "Eu não entendo como Sundance pode reservar este filme! Como você se atreve? Como se atreve Sundance?"
Rachel Cooke do The Observer, depois de descrever uma cena "doentiamente prolongada" do filme em que Joyce é espancada por Lou, disse: "Eu estava tão enjoada que tive que ficar do lado de fora. Achei que poderia desmaiar"; ela observa que várias das cenas de violência são "tão longas e horrivelmente gráficas" e aponta que "ao se deter apenas na violência feita às mulheres - em contraste, um personagem masculino morre fora da câmera - acho que ele arruinou seu próprio filme, desviando a atenção do público tanto de seu requintado humor noir quanto da performance hipnotizante de Affleck. A violência é uma mancha sangrenta em uma tela bonita."
Stephen Dalton, revendo o filme para o The Times após o encerramento do Festival de Cinema de Berlim , reconheceu a controvérsia sobre a representação da violência: "Embora as vítimas de Ford incluam homens e mulheres, são seus ataques selvagens e contínuos a personagens femininas que tornaram The Killer Inside Me controverso. Winterbottom mostra esses ataques em detalhes inabaláveis, uma escolha que alguns consideram desnecessária e exploratória. Para ser justo, a violência é usada com parcimônia, o que só torna o estômago mais revirado. E comparado aos recentes banhos de sangue dos irmãos Tarantino ou Coen , isso é uma coisa contida. Os críticos do filme, eu suspeito, cometeram o erro clássico de confundir conteúdo com intenção."